# Cichla thyrorus
Cichla thyrorus är en fiskart som beskrevs av Kullander och Ferreira 2006. Cichla thyrorus ingår i släktet Cichla och familjen Cichlidae. Inga underarter finns listade i Catalogue of Life.